# Schlacht um Guam (1944)
Die Schlacht um Guam war eine Schlacht zwischen den Streitkräften der Vereinigten Staaten und der Kaiserlich Japanischen Armee während des Pazifikkriegs im Zweiten Weltkrieg. Die Schlacht fand auf der Insel Guam zwischen dem 21. Juli 1944 und 10. August 1944 statt: amerikanische Marineinfanteristen und Armeetruppen landeten auf Guam am 21. Juli und stießen auf heftigen japanischen Widerstand, bis die Insel am 10. August als gesichert gemeldet wurde. Die Eroberung von Guam war Teil der Schlacht um die Marianen-Inseln.

## Guam
Die Insel Guam ist mit 48 km Länge und 14 km Breite die größte Insel der Marianen und war seit dem Spanisch-Amerikanischen Krieg von 1898 unter amerikanischer Verwaltung. Japanische Pläne zur Eroberung Guams wurden 1940 entworfen und am 11. Dezember 1941, vier Tage nach dem Angriff auf Pearl Harbor und dem Ausbruch des Pazifikkrieges, wurde Guam von den japanischen Truppen eingenommen.
Bereits 1943 befahl die japanische Regierung unter Premierminister Hideki Tojo in Erwartung eines amerikanischen Angriffes, die Marianeninseln zu befestigen. Die Insel Saipan, die seit dem Ersten Weltkrieg zu Japan gehörte, wurde besonders stark befestigt, wobei der auf Saipan kommandierende General Yoshitsugu Saitō über mehr als 27.000 Mann verfügte. General Takeshi Takashima hingegen, der auf Guam über weniger als 20.000 Mann verfügte, konnte nur vier Verteidigungslinien auf der Insel etablieren, wobei er die Verteidigung der beiden wichtigen Flugplätze auf der Insel unterließ.

## Ausgangslage
Aufgrund seiner Größe und der wichtigen Flugfelder wurde Guam von den Joint Chiefs of Staff als eine wichtige Basis zur Unterstützung der programmierten Operationen gegen die Philippinen, Taiwan und die Ryūkyū-Inseln ausgewählt. Landgestützte Flugzeuge der US Air Force konnten die japanischen Schiffskonvois, die von Borneo nach Manila fuhren, angreifen. Der Tiefwasserhafen bei Apra war für die Großkampfschiffe und die zwei Startbahnen für die Langstreckenbomber vom Typ B-29 Superfortress geeignet.
Der alliierte Plan für die Invasion der Marianen sah schwere vorbereitende Luftangriffe durch die B-24 Liberator Bomber der 7th Air Force vor, die von den 2.000 km östlich gelegenen Stützpunkten der Marshallinseln starteten. Diese Bomber wurden unterstützt durch F4U Corsair und F6F Hellcat Jagdflugzeuge der Task Force 58. Nach Erringung der Luftüberlegenheit sollten diese Angriffe eingestellt und die Vorbereitung durch Schiffsartilleriefeuer fortgesetzt werden. Zu diesem Zweck wurden 35 Schiffe bereitgestellt, unter ihnen die Schlachtschiffe Colorado, Pennsylvania, Massachusetts, New Mexico und South Dakota. Diese Schiffe feuerten insgesamt 130.000 Granaten auf Guam, wodurch einige Bunkeranlagen zerstört wurden.
Die Invasion von Saipan war auf den 15. Juni 1944 und die Landung auf Guam auf den 18. Juni 1944 terminiert. Doch dieser Terminplan erwies sich als zu optimistisch, da der hartnäckige Widerstand der japanischen Truppen auf Saipan, zusammen mit einer unerwarteten japanischen Wasser-Luftoffensive, Operation A-Go genannt, die Invasion von Guam letztendlich um einen Monat verschoben.

## Schlacht

### Landeoperation

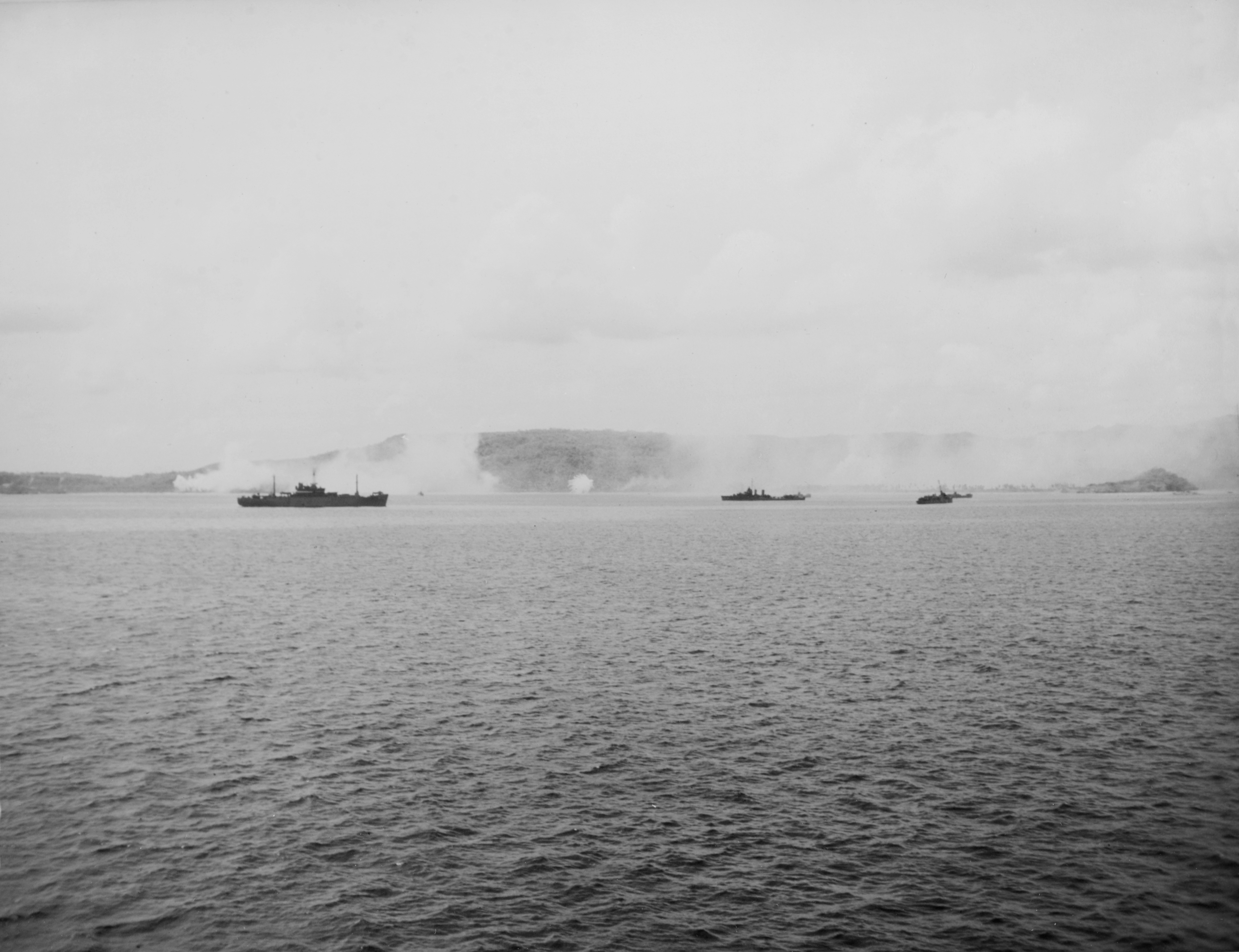
Amerikanische Kriegsschiffe beschießen Guam, um die bevorstehende Landung der Marineinfanteristen zu unterstützen, 14. Juli 1944

Die japanische Küstenverteidigung von Guam wurde durch die Vorbereitungsangriffe zum größten Teil zerstört, doch die zahlreichen Riffe, Klippen und der hohe Wellengang stellten eine große Herausforderung für die amerikanischen Landungstruppen dar. Am 21. Juli um Punkt 7.00 Uhr stellten die Schlachtschiffe den Beschuss ein, und etwa 200 Amtracs und LSM landeten 8.000 Soldaten der 3. Marineinfanteriedivision an beiden Seiten der Halbinsel Orote im Westen von Guam. Der japanische Widerstand bei dieser Landung war stark: etwa 30 Amphibienpanzer wurden durch starken Artilleriebeschuss zerstört und 230 Marineinfanteristen wurden durch Maschinengewehrfeuer getötet, doch die erste japanische Strandverteidigungslinie wurde durch Flammenwerfer- und Artillerieeinsatz überwunden. Die Flugzeuge der Task Force 58 leisteten Luftunterstützung, während sich Zerstörer der Küste näherten, um auf ausgewählte Ziele im Innenland zu feuern. Weitere Truppen der 77. Infanteriedivision landeten um 8:28 Uhr in der Nähe der Hauptstadt Agaña, im Norden von Orote, und die 1. Marineinfanteriebrigade ging südlich der Stadt an Land, um die japanischen Verteidiger von Agaña einzukesseln. Obwohl auch hier die japanische Artillerie 20 amerikanische Amphibienfahrzeuge versenkte, waren gegen 9:00 Uhr an beiden Küstenabschnitten 120 M4 Sherman-Panzer angelandet, die es ermöglichten, den Brückenkopf zu erweitern, wobei die 77. Infanteriedivision größere Schwierigkeiten hatte, da die Panzereinheiten aufgrund fehlender transportierender Amphibienfahrzeuge den Abschnitt vom Riff bis zum Strand durchwaten mussten. 12 Panzer gingen dabei verloren. Ziel dieser Landungen war es, den nahe Agaña liegenden Flugplatz sowie die Hauptstadt selbst vom Norden der Insel abzuschneiden und somit die Verteidiger zurückzudrängen.

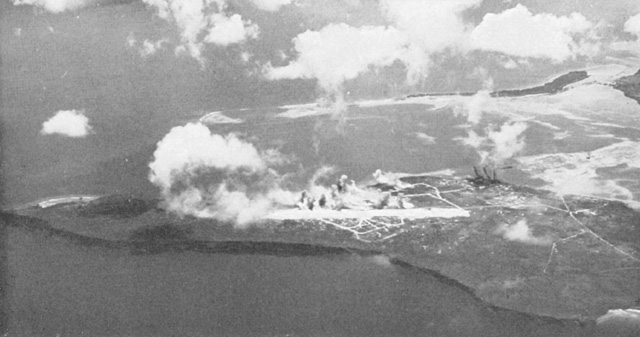
Die Halbinsel Orote während der vorbereitenden Luftangriffe der Task Force 58

Bis zum Sonnenuntergang des 21. Juli hatten die amerikanischen Streitkräfte einen etwa 2 km tiefen Brückenkopf am Strand errichtet. Bis zu diesem Zeitpunkt waren etwa 12.000 Soldaten und Marineinfanteristen angelandet, wobei die Gesamtverluste 400 Mann betrugen. Der Nachschub für die angelandeten Truppen war während der nächsten Tage schwierig, da die mit Versorgungsgütern beladenen Landungsboote nur bis zum mehrere hundert Meter entfernten Riff kamen und Amphibienfahrzeuge nicht in ausreichender Anzahl zur Verfügung standen, um den Nachschub zur Küste zu bringen. Dennoch konnte der Brückenkopf bis 28. Juli um 5 km erweitert werden: dabei wurden die wichtige Startbahn der Halbinsel Orote sowie der Hafen Apra und die Stadt Agaña am 27. Juli erobert.

### Japanische Gegenangriffe

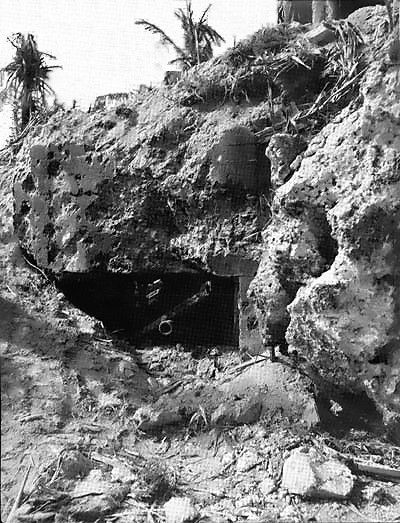
Ein japanisches Geschütz in einem mit Sprengstoff zerstörten Betonbunker, im Norden Guams

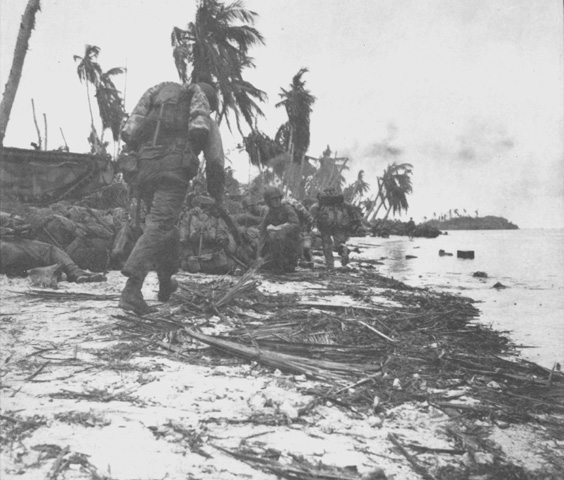
Marineinfanteristen suchen hinter einem Palmengewächs Deckung, 26. Juli.

Die Strategie von Generalleutnant Takashima beruhte auf den vier gebauten Befestigungslinien. Doch im Verteidigungsplan wurden auch Gyokusai-Gegenangriffe in Erwägung gezogen: diese Nachtangriffe, die von den Amerikanern Banzai-Angriffe genannt wurden, sollten vor allem während der ersten Tage der Schlacht durchgeführt werden. Bereits in der Nacht zum 25. Juli, vier Tage nach der amerikanischen Landung, wurde der erste Gyokusai-Angriff gestartet: etwa 5.000 japanische Soldaten des 18. Infanterieregiments und der 48. selbständigen gemischten Brigade sammelten sich auf der Fonte-Ebene und marschierten um 22.00 Uhr in Richtung des feindlichen Brückenkopfes. Um 24.00 Uhr begannen sie den ersten Angriff, der unter hohen eigenen Verlusten von der 3. Marineinfanteriedivision gebrochen werden konnte. Noch sechs Mal infiltrierten die japanischen Soldaten erfolgreich die US-Verteidigungsstellungen, sprengten einige Panzer und töteten über 400 Marineinfanteristen, doch sie wurden um 6.00 Uhr am 26. Juli endgültig zurückgeworfen, wobei die japanischen Verluste 3.500 Mann betrugen.

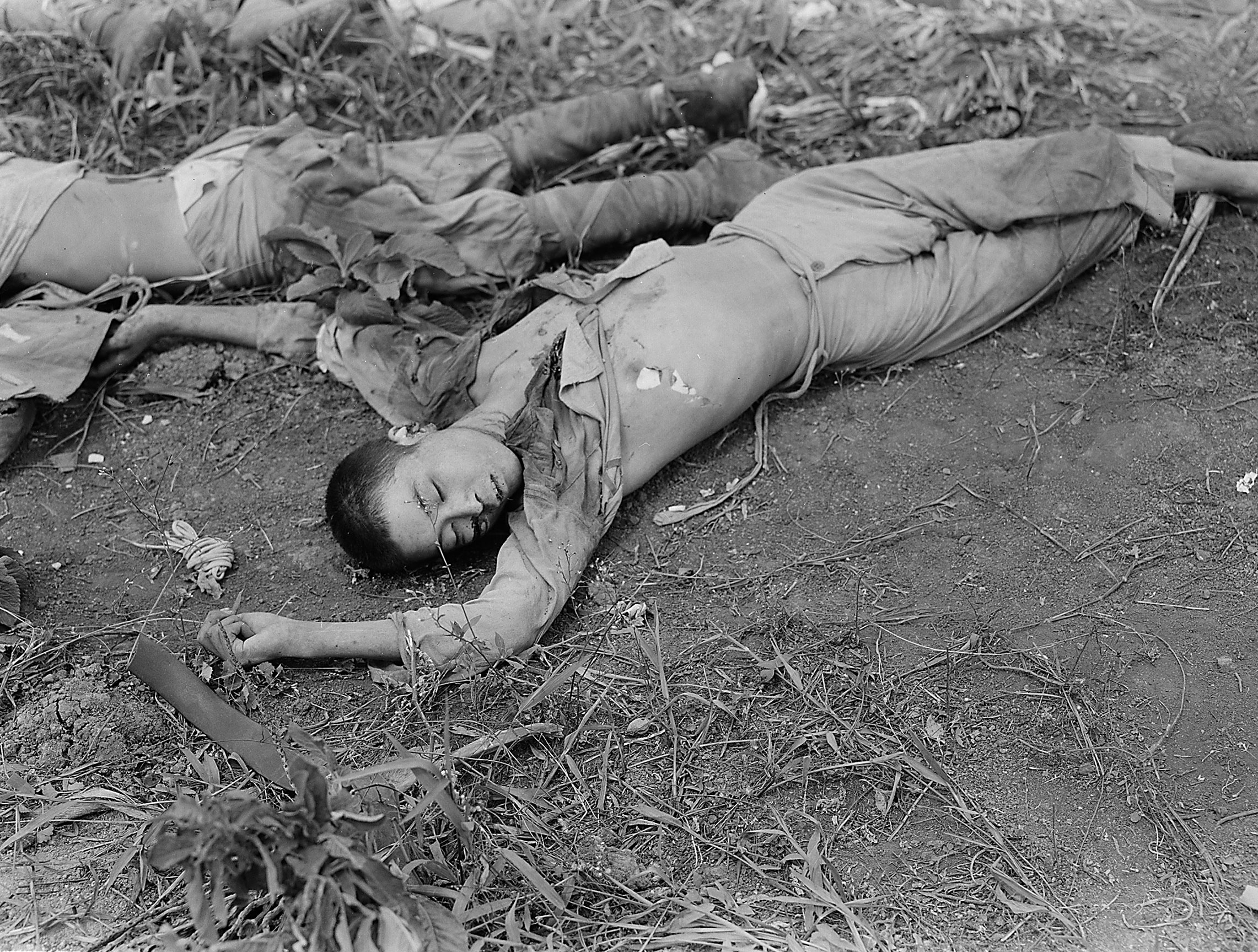
Ein Soldat des 18. Infanterieregiments liegt tot nach einem Gyokusai-Angriff. Guam, 29. Juli

Generalleutnant Takashima jedoch startete in den nächsten Tagen weitere Gyokusai-Angriffe gegen die amerikanischen Linien, die alle zurückgeworfen wurden. Am 28. Juli wurde die 48. japanische Brigade, die den Nachtangriff ausführte, durch amerikanisches Artilleriefeuer komplett aufgerieben, wobei Takashima schwer verwundet wurde. Daraufhin wurde er zum japanischen Gefechtsstand im Norden der Fonte-Ebene gebracht, wo er am 29. Juli verstarb. Generalleutnant Hideyoshi Obata übernahm daraufhin das Kommando über die letzten japanischen Truppen und organisierte eine letzte Verteidigung von Guam, wobei er die noch kampffähigen Soldaten des 18. Regiments im Norden Guams konzentrierte. Doch die Gegenangriffe an den Strandabschnitten hatten nachhaltig die Kampfkraft der Japaner reduziert: deswegen verfügte Generalleutnant Obata Anfang August über nur noch 4.500 Mann, 300 Geschütze verschiedener Kaliber sowie 23 Typ 97 Chi-Ha-Panzer. Außerdem gingen die japanischen Vorräte an Nahrung und Munition zur Neige, und nur eine Handvoll der noch vorhandenen Panzer waren einsatzbereit. Am 4. August hatte jeder japanische Soldat nur noch 30 Schuss Munition, und die Artilleriebatterien hatten weniger als 400 Schuss pro Geschütz.

### Ende der Schlacht
Der neue Verteidigungsplan von Generalleutnant Obata beruhte auf einer Verteidigung der zentralen Gebirgsregion von Guam. Deshalb zog er seine überlebenden Truppen aus dem Süden der Insel in der Absicht zurück, die feindliche Eroberung durch Guerillataktiken zu stoppen. Doch da die japanischen Streitkräfte durch die US-amerikanischen See- und Lufthoheit vom Nachschub abgeschnitten waren, konnte Obata die unvermeidliche Eroberung der Insel lediglich für 5 Tage hinauszögern, wobei die Verluste unter den japanischen Soldaten über 3.000 Mann betrugen. Regenwetter und der dichte Dschungel im Norden Guams erschwerten den Marineinfanteristen den Vormarsch und die letzten Verteidigungsstellungen der Japaner wurden erst nach einem Sturmangriff auf den Berg Barrigada überwunden, wobei Obata getötet wurde. Erst am 10. August wurde Guam als gesichert betrachtet.

## Folgen
Wie bereits in anderen Schlachten im Pazifik verweigerten die japanischen Streitkräfte die Kapitulation und wurden fast vollständig getötet; auch 3.000 Marineinfanteristen kamen um.
Einige japanische Soldaten kämpften weiter. Noch am 8. Dezember 1945 wurden drei Marineinfanteristen von versprengten japanischen Einheiten angegriffen und getötet. Erst am 24. Januar 1972 wurde der japanische Unteroffizier Yokoi Shōichi von Jägern entdeckt, nachdem er dort 27 Jahre alleine in einer Höhle ausgeharrt hatte.
Nach der Schlacht wurde Guam zu einer zentralen Basis für die nachfolgenden alliierten Operationen ausgebaut. Fünf große Startbahnen wurden von dem 6. Bauregiment der Seabees errichtet, von denen B-29 Bomber umfangreiche Luftangriffe auf Tokio, die japanische Zentralinsel und den westlichen Pazifik fliegen konnten.